# ستریتژ (ناحیه فریدک-میستک)
ستریتژ (به چکی: Střítež) یک منطقهٔ مسکونی در جمهوری چک است که در ناحیه فریدک-میستک واقع شده‌است. ستریتژ ۶٫۱۵ کیلومتر مربع مساحت و ۱٬۰۰۷ نفر جمعیت دارد و ۳۶۵ متر بالاتر از سطح دریا واقع شده‌است.